# Папская академия св. Фомы Аквинского

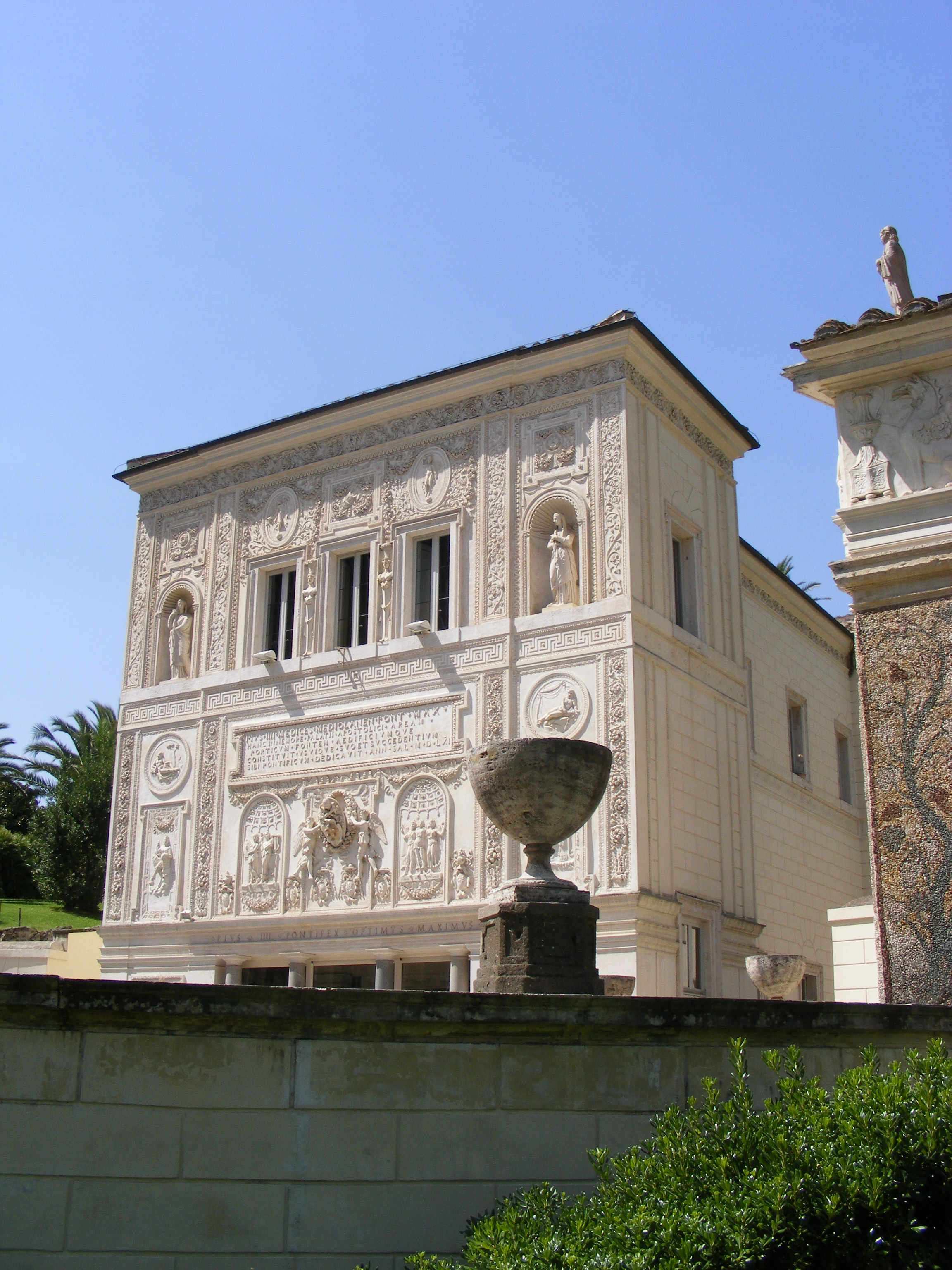
Резиденция Академии

Папская академия св. Фомы Аквинского (итал. Pontificia Accademia Romana di S. Tomaso d'Aquino) — папская академия, основанная в 1879 году папой Львом XIII. Целью академии было заявлено исследование томистской философии.
Одним из инициаторов создания академии был родной брат папы Льва XIII — Джузеппе Печчи, который после основания стал её первым префектом (1879—1890). Создание академии было подтверждено Пием X в апостольском письме от 23 января 1904 года. Папа Пий XI присоединил к ней основанную в 1801 году Академию католической религии. Иоанн Павел II осуществил реформу академии в апостольском письме от 28 января 1999 года.
Резиденция Папской академии св. Фомы Аквинского располагается вместе с Папской академией наук и Папской академией общественных наук в вилле Пия IV в садах Ватикана.
Академия ведёт научную деятельность, организует различные научные конференции и симпозиумы, с 1948 года издаёт ежеквартальный философский журнал «Doctor comunis». В 2013 году академия насчитывала 49 академиков, среди которых большое количество высокопоставленных священнослужителей, богословов и ватиканских куриальных сановников. Действующий президент Академии — Льюис Клавелл (Opus Dei). Среди прочих, членами академии являются:
- Жан-Луи Брюге
- Джозеф Августин Ди Нойя
- Шарль Мореро (en:Charles Morerod)